# Atlante Farnese
L'Atlante Farnese è una scultura in marmo alta 1,85 m, databile al II secolo d.C. e custodita nel Museo Archeologico Nazionale di Napoli.
Si tratta quasi sicuramente di una copia di un originale dal quale si sono poi ottenute diverse rappresentazioni a medesimo soggetto.

## Storia
La statua appartiene al gruppo di sculture della collezione Farnese rinvenute nelle terme di Caracalla a Roma intorno al 1546 e poi trasferite a Napoli in quanto ereditate nel 1787 da Carlo III di Borbone, figlio di Elisabetta Farnese, ultima discendente della famiglia che ne deteneva la proprietà.
Prima del definitivo trasferimento a Napoli, la statua era in mostra nel Palazzo Farnese a Roma, assieme al restante gruppo marmoreo fino agli inizi del XVII secolo.

## Descrizione

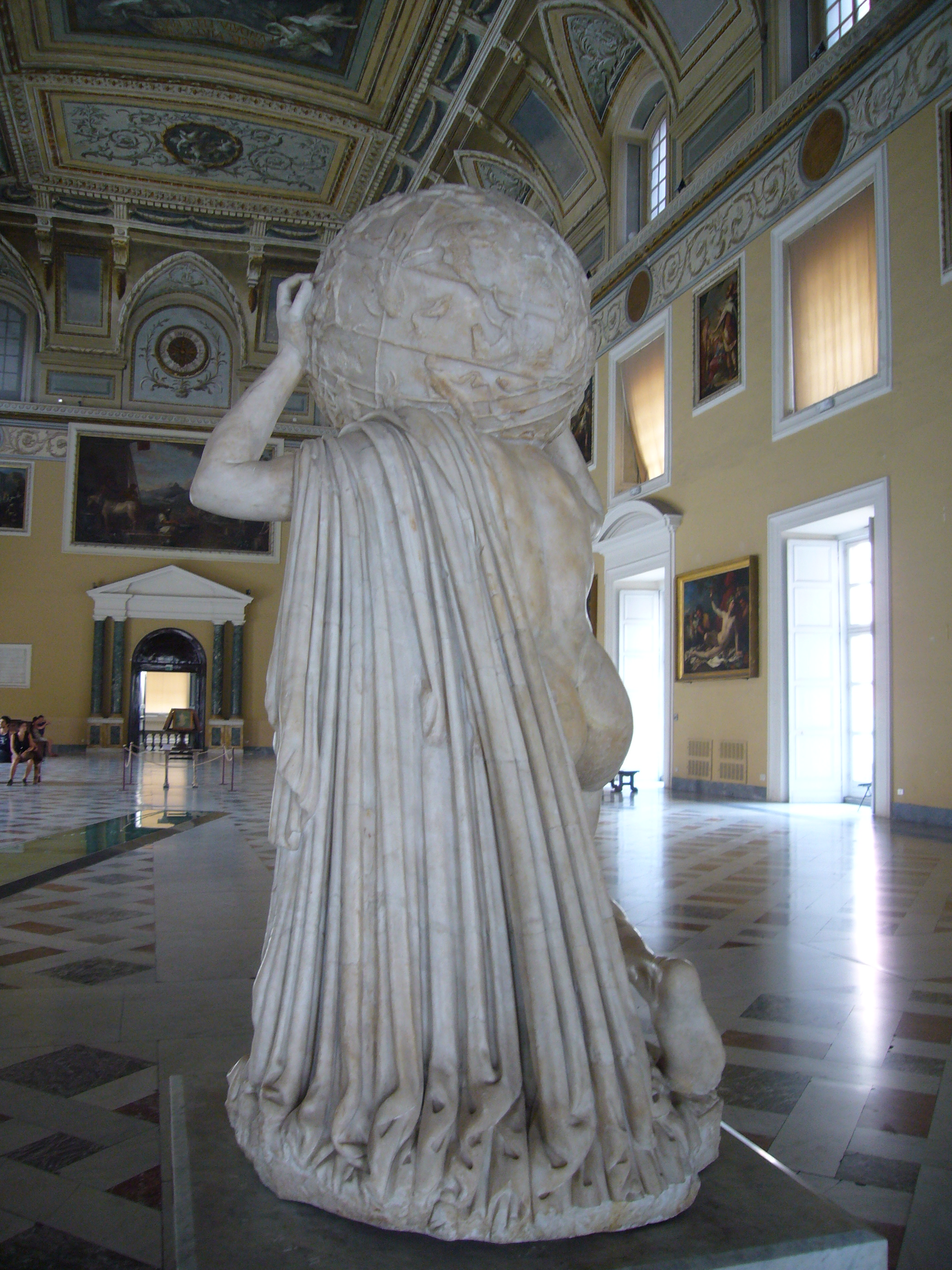
La scultura vista da dietro

La scultura, visibile nel salone della meridiana, all'interno del Museo Archeologico Nazionale di Napoli, raffigura Atlante affaticato nel reggere il globo celeste sulle sue spalle.
La particolarità della sfera celeste è data dal fatto che è idealmente vista dall’esterno, quindi con le costellazioni rovesciate, rispetto alle raffigurazioni usuali, che sono geocentriche. Gli elementi geometrici sono resi a rilievo: si riconoscono l’equatore, i tropici e i cerchi boreale e australe. Sulla sfera sono rappresentati in tutto 43 simboli delle costellazioni: lungo la fascia dell'eclittica si riconoscono i dodici segni zodiacali, con la costellazione dell’Ariete nel punto equinoziale, corrispondente alla situazione astronomica del IV secolo a.C.; poi ci sono 17 costellazioni nell’emisfero boreale e 14 in quello australe.
L'Atlante Farnese di conseguenza possiede la più antica ed una delle più complete raffigurazioni delle costellazioni. Infatti, il 10 gennaio 2005, Bradley Elliott Schaefer, astrofisico della Louisiana State University a Baton Rouge in un convegno dell'American Astronomical Society tenutosi a San Diego in California ha rilevato le configurazioni delle costellazioni presenti sul globo dell'Atlante Farnese ricostruendo la posizione occupata dalle costellazioni nel cielo osservate da Ipparco di Nicea, nel 129 a.C. circa. Il risultato ha evidenziato un'ottima coincidenza tra le previsioni astronomiche moderne e le posizioni rilevate dall'Atlante Farnese che lo hanno indotto a individuare nel famoso e perduto catalogo di Ipparco la fonte a cui aveva attinto lo scultore dell'epoca.